# شمرة (نبات)
الشُّمْرَة أو الشَّمار أو البسباس (في المغرب) (باللاتينية: Foeniculum) جنس نباتي ينتمي إلى الفصيلة الخيمية. يضم هذا الجنس ثلاثة أنواع مقبولة وستة أخرى لم يحسم وضعها بعد.

## من أنواعها الواطنة في الوطن العربي
1. الشمرة الشائعة (باللاتينية: Foeniculum vulgare Mill.]) في الوطن العربي (بلاد الشام ومصر والمغرب العربي) وحوض البحر الأبيض المتوسط والقوقاز
2. الشمرة عديمة الرائحة (باللاتينية: Foeniculum subinodorum Maire, Weiller & Wilczek) في المغرب العربي

## من أنواعها الأخرى
1. الشمرة المكنسية (باللاتينية: Foeniculum scoparium Quézel)

## من أنواعها غير المقبولة بعد
1. شمرة الذرة (باللاتينية: Foeniculum segetum C.Presl)
2. شمرة كراوس (باللاتينية: Foeniculum kraussianum Meisn.)
3. الشمرة الملحية (باللاتينية: Foeniculum multiradiatum K.Koch)
4. الشمرة المزروعة (باللاتينية: Foeniculum sativum Holub)
5. الشمرة الملتفة (باللاتينية: Foeniculum tortuosum (Webb & Berthel.) Benth. & Hook.f. ex B.D.Jacks.)
6. الشمرة الملحية (باللاتينية: Foeniculum salsum (L.f.) Calest.)